# Kenneth Bulmer
Henry Kenneth Bulmer (ur. 14 stycznia 1921 w Londynie, zm. 16 grudnia 2005), angielski pisarz science fiction i fantasy.
Był jednym z najpłodniejszych pisarzy science fiction, autorem ponad 160 powieści i wielu opowiadań. Używał licznych pseudonimów, m.in. Alan Burt Akers, Frank Brandon, Rupert Clinton, Ernest Corley, Peter Green, Adam Hardy, Philip Kent, Bruno Krauss, Karl Maras, Dray Prescot. Tworzył także spółki autorskie z innymi pisarzami. Jednym z jego najbardziej znanych dzieł był cykl fantasy, którego bohaterem był Dray Prescot (część cyklu opublikował pod takim samym pseudonimem); seria składała się z 53 powieści w jedenastu częściach i ukazywała się w latach 1972–1998.
Szczególną popularność Bulmer zyskał w Niemczech. Część z jego powieści ukazało się najpierw w wersji niemieckojęzycznej, a niektóre – wyłącznie po niemiecku.
Od 1953 był żonaty (z Pamelą Buckmaster), miał troje dzieci (syna i dwie córki).